# Pseudagapostemon arenarius
Pseudagapostemon arenarius är en biart som först beskrevs av Carlos Schrottky 1902.  Pseudagapostemon arenarius ingår i släktet Pseudagapostemon och familjen vägbin. Inga underarter finns listade i Catalogue of Life.